# Canale di Bungo

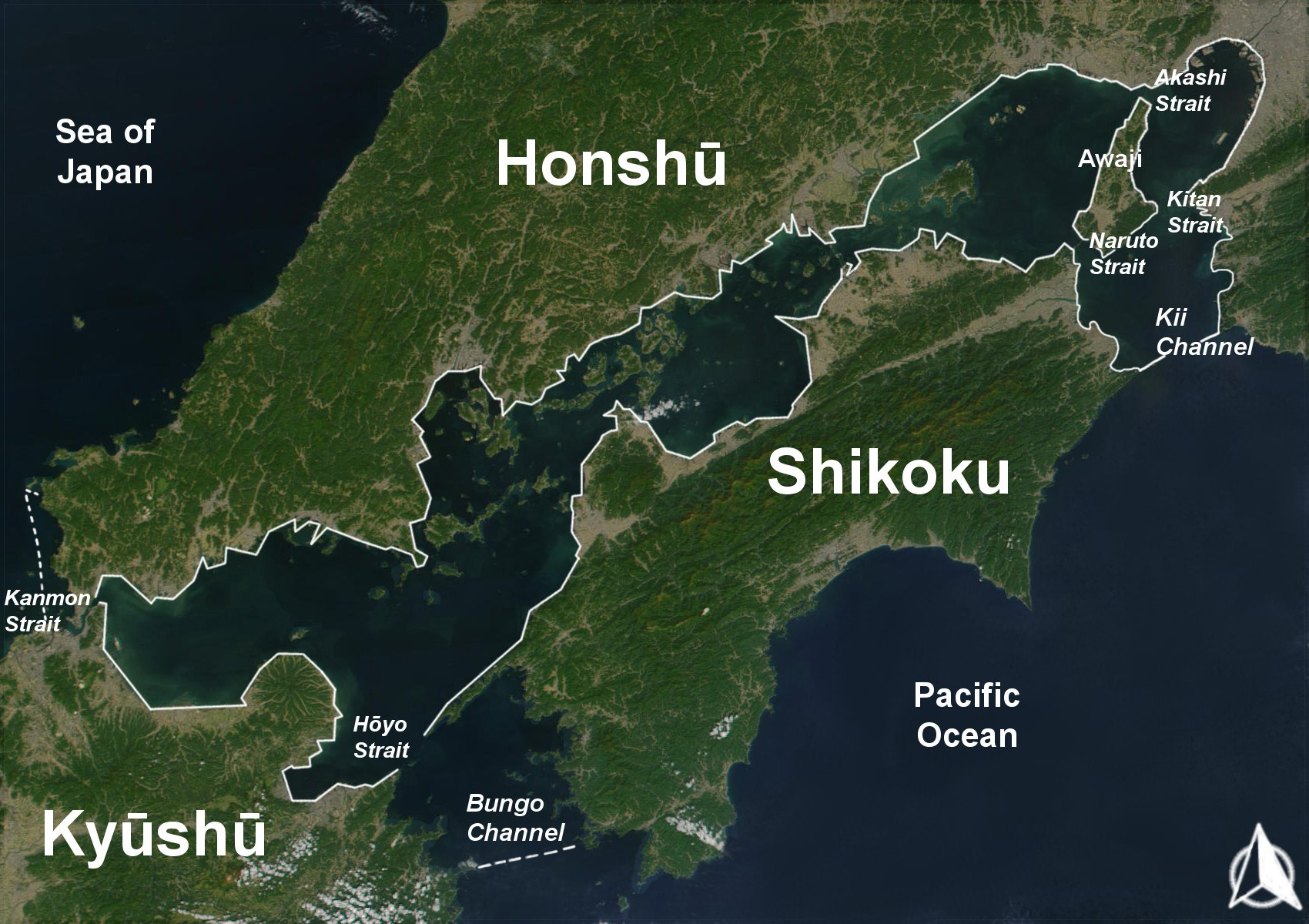
Il Mare interno di Seto, con il canale di Bungo, in Giappone.

Il canale di Bungo o stretto di Bungo (in giapponese 豊後水道?, Bungo-suidō), è uno stretto del Giappone che separa l'isola di Shikoku dall'isola di Kyūshū.

## Caratteristiche
Il canale si identifica con il braccio di mare che mette in comunicazione il Mare interno di Seto con l'Oceano Pacifico. La parte più stretta del canale di Bungo viene chiamata stretto di Hōyo.
La sezione orientale del canale, in pratica lo sbocco nell'Oceano Pacifico, viene chiamata Mare di Uwa (宇和海?, Uwa-kai).